# Вокер (округ, Техас)
Шаблон:StateAbbr_ 30°44′ пн. ш. 95°34′ зх. д. / 30.74° пн. ш. 95.57° зх. д.
Округ Вокер (англ. Walker County) — округ (графство) у штаті Техас, США. Ідентифікатор округу 48471.

## Історія
Округ утворений 1846 року.

## Демографія
За даними перепису 2000 року загальне населення округу становило 61758 осіб, зокрема міського населення було 39370, а сільського — 22388. Серед мешканців округу чоловіків було 37163, а жінок — 24595. В окрузі було 18303 домогосподарства, 11389 родин, які мешкали в 21099 будинках. Середній розмір родини становив 3,02.
Віковий розподіл населення поданий у таблиці:
| Стать    | До 15 років | 15-21 | 22-29 | 30-39 | 40-49 | 50-65 | 65-85 | Понад 85 |
| -------- | ----------- | ----- | ----- | ----- | ----- | ----- | ----- | -------- |
| Чоловіки | 4660        | 6868  | 6218  | 6694  | 5775  | 4482  | 2287  | 179      |
| Жінки    | 4382        | 4584  | 3294  | 2943  | 3052  | 3280  | 2621  | 439      |

## Суміжні округи
- Г'юстон — північ
- Триніті — північний схід
- Сан-Джесінто — схід
- Монтгомері — південь
- Граймс — захід
- Медісон — північний захід

## Виноски
1. ↑  https://publications.newberry.org/ahcbp/documents/TX_Individual_County_Chronologies.htm
2. ↑  U.S. Decennial Census. United States Census Bureau. Архів оригіналу за 19 липня 2018. Процитовано 12 травня 2015.
3. ↑  Texas Almanac: Population History of Counties from 1850–2010 (PDF). Texas Almanac. Архів оригіналу (PDF) за 26 лютого 2015. Процитовано 12 травня 2015.
4. ↑  State & County QuickFacts. United States Census Bureau. Архів оригіналу за 24 лютого 2016. Процитовано 29 грудня 2013.(англ.) Наведено за англійською вікіпедією.
5. ↑  American FactFinder. Бюро перепису населення США. Архів оригіналу за 26 лютого 2012. Процитовано 31 січня 2008.

| США | Це незавершена стаття з географії США. Ви можете допомогти проєкту, виправивши або дописавши її. |